# Космос-1500
Космос-1500 је један од преко 2400 совјетских вјештачких сателита лансираних у оквиру програма Космос.
Космос-1500 је лансиран са космодрома Плесецк, СССР, 28. септембра 1983. Ракета-носач Циклон-3 је поставила сателит у орбиту око планете Земље. 